# Gyranthera caribensis
Gyranthera caribensis är en malvaväxtart som beskrevs av Henri François Pittier. Gyranthera caribensis ingår i släktet Gyranthera och familjen malvaväxter. Inga underarter finns listade i Catalogue of Life.

## Bildgalleri

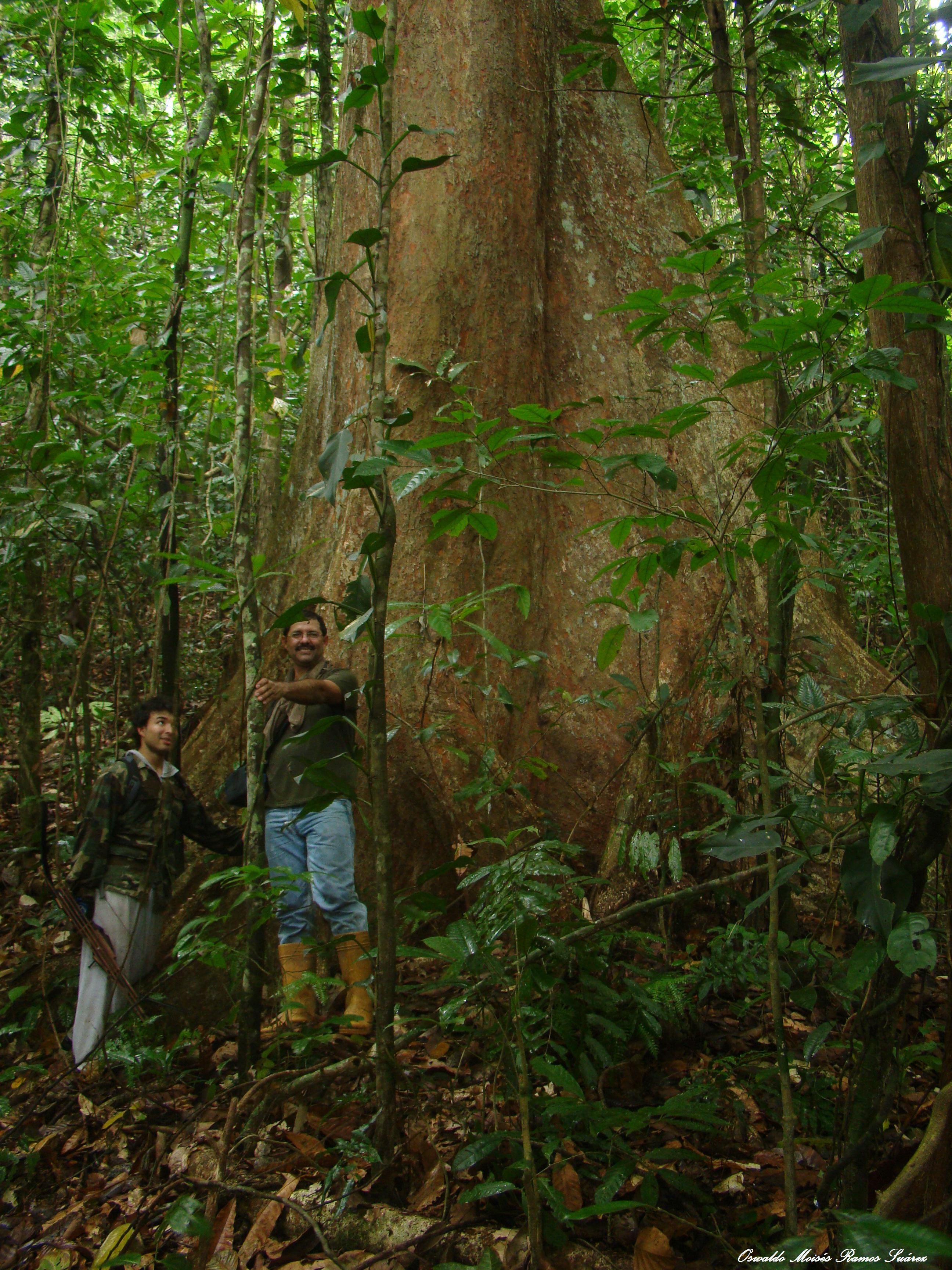